# Kungia aliciae
Kungia aliciae là một loài thực vật có hoa trong họ Crassulaceae. Loài này được (Raym.-Hamet) K.T. Fu miêu tả khoa học đầu tiên năm 1988.